# Peter Weiss (Schauspieler)
Peter Weiss (* 14. September 1984 in Hannover) ist ein deutscher Schauspieler.

## Leben
Er studierte in der Zeit von 2005 bis 2009 an der Hochschule für Schauspielkunst „Ernst Busch“ Berlin. Während der Ausbildung führten ihn erste Engagements ans Maxim Gorki Theater und an das Berliner Ensemble. Von 2009 bis 2011 war er festes Ensemblemitglied am Neuen Theater Halle. Hier arbeitete er unter anderem mit Herbert Fritsch und Günther Beelitz. Seit April 2012 ist er festes Ensemblemitglied des Theater Magdeburg.
Neben der Arbeit am Theater debütierte er 2009 an der Seite von Clemens Schick in Hannah Schweiers Kinofilm Cindy liebt mich nicht. Anschließend wirkte er in verschiedenen Kino und Fernsehproduktionen mit.
Im August 2012 erschien die Liebeskomödie Dating Lanzelot von Oliver Rihs, in der er die Titelrolle spielte.

## Filmografie
- 2009: Cindy liebt mich nicht
- 2011: Tatort: Einsame Entscheidung
- 2012: Barbara
- 2012: Der Turm
- 2012: Dating Lanzelot
- 2016: Ein starkes Team: Geplatzte Träume (Fernsehfilm)
- 2019: Die Einzelteile der Liebe

## Theater (Auszug)
- 2008: Frühlings Erwachen, „Berliner Ensemble“ (Regie: Claus Peymann)
- 2009: Ernst sein ist wichtig, „Neues Theater Halle“ (Regie: Christoph Werner)
- 2010: MacBeth, „Neues Theater Halle“ (Regie: Herbert Fritsch)
- 2010: Theatermacher, „Neues Theater Halle“ (Regie: Günther Beelitz)
- 2011: Sommernacht freies Projekt (Regie: Jytte Merle Böhrnsen)
- 2012: Adams Äpfel, „Theater Magdeburg“ (Regie: Alexander Marusch)